# Mannheimer Akte
Die Mannheimer Akte (offiziell: Revidierte Rheinschiffahrtsakte vom 17. Oktober 1868) ist ein internationales Abkommen, das auch heute noch den Schiffsverkehr auf dem Rhein regelt.

## Grundsätze
Die Grundsätze des Vertrages sind:
- eine freie Schifffahrt
- die Gleichbehandlung der Schiffer und Flotten
- die Freistellung von Schifffahrtsabgaben
- eine vereinfachte Zollabfertigung
- eine Verpflichtung der Anliegerstaaten zur Instandhaltung des Rheins
- eine Vereinheitlichung der Schiffssicherheits- und Schiffsverkehrsvorschriften
- eine einheitliche Gerichtsbarkeit für Schifffahrtsangelegenheiten und die Einrichtung von Rheinschifffahrtsgerichten
- die Einrichtung einer Kommission zur Überwachung dieser Grundsätze

## Geschichte

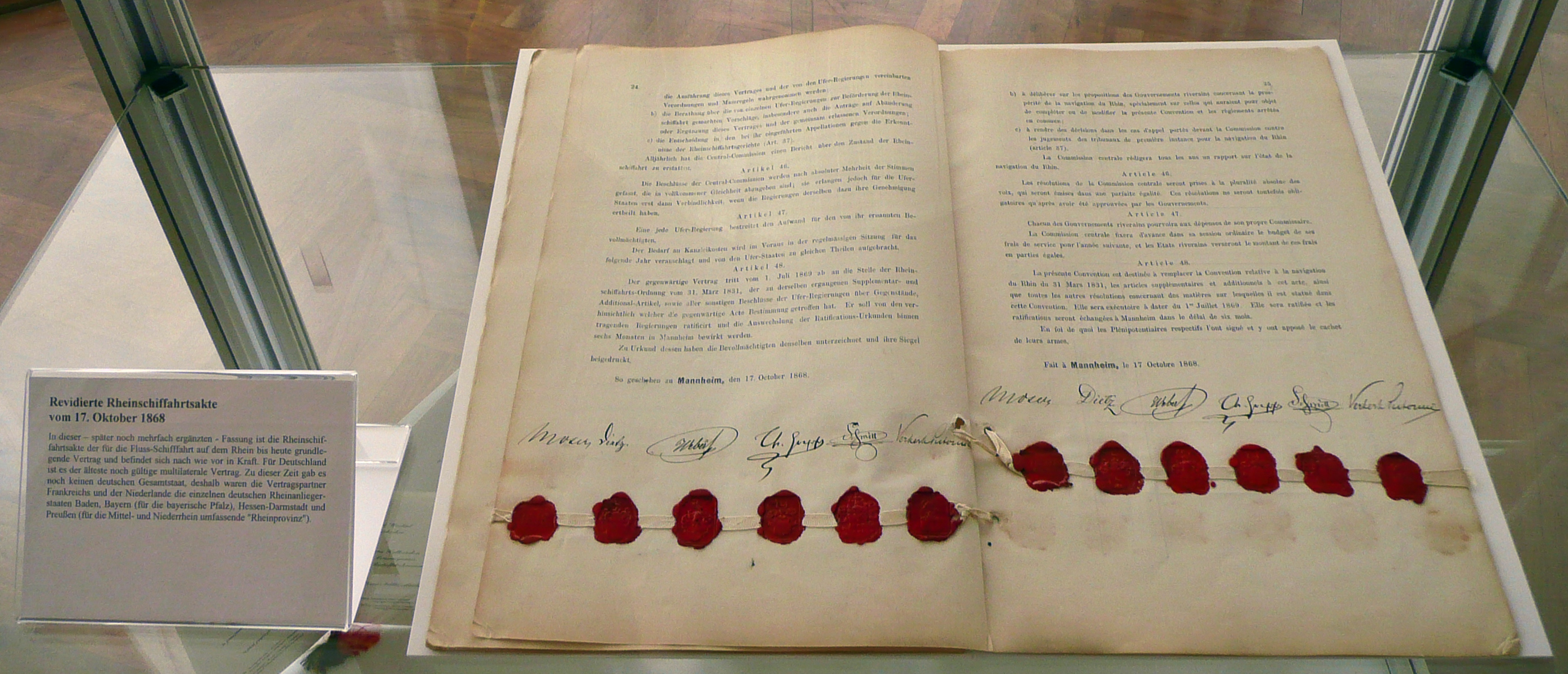
Siegel und Unterschriften der Unterzeichner unter einer Ausfertigung des Abkommens

Eine im Westfälischen Frieden 1648 beschlossene Regelung der freien Schifffahrt auf dem Rhein konnte in der Praxis nicht durchgesetzt werden. 1815 beschloss deshalb der Wiener Kongress erneut die Schifffahrtsfreiheit für internationale Gewässer und für den Rhein die Einrichtung einer Zentralkommission für die Rheinschifffahrt, die erstmals 1816 in Mainz tagte. Am 31. März 1831 vereinbarte man die „Mainzer Akte“. Dieses Abkommen beseitigte unter anderem aus dem Mittelalter stammende Stapel- und Umschlagsrechte sowie Privilegien von Schiffergilden und aus diesen entspringende Abgaben. Die in den vorausgegangenen Verhandlungen diskutierte Abschaffung der Zölle scheiterte vor allem am Widerstand der kleineren Anliegerstaaten, die auf die für sie wichtige Einnahmequelle nicht verzichten wollten.
Nach Verlegung der Kommission 1861 nach Mannheim wurde am 17. Oktober 1868 die Mannheimer Akte von Baden, Bayern, Frankreich, Hessen, den Niederlanden und Preußen unterzeichnet. Diese Vereinbarung ist in ihren Grundsätzen bis heute gültig. Mit dem Artikel 355 des Versailler Vertrages wurde der Sitz der Kommission 1920 nach Straßburg verlegt. Ein Nachfolgeabkommen, das 1967 in Kraft trat, bestätigte die Grundsätze der Mannheimer Akte, und die Schweiz wurde als Rheinanliegerstaat ebenfalls Signatarstaat.